# 副甲狀腺素
副甲狀腺素（英語：Parathyroid hormone，简称为PTH），是一種由頸部的副甲狀腺分泌，具有84個胺基酸的多肽類激素。主要作用在骨骼、腎臟，增加血液中的鈣離子濃度。

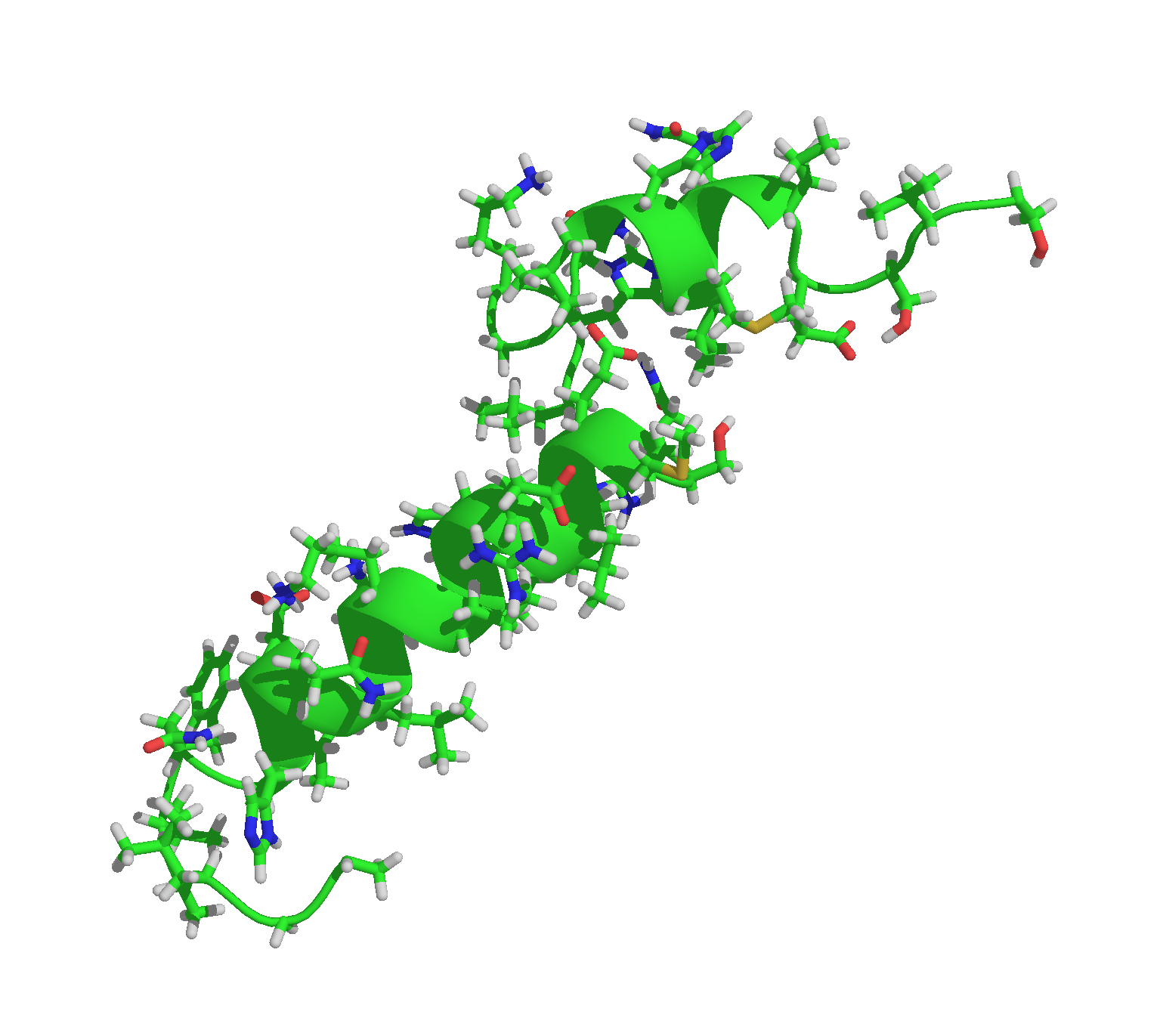
副甲狀腺素

## 在骨骼中

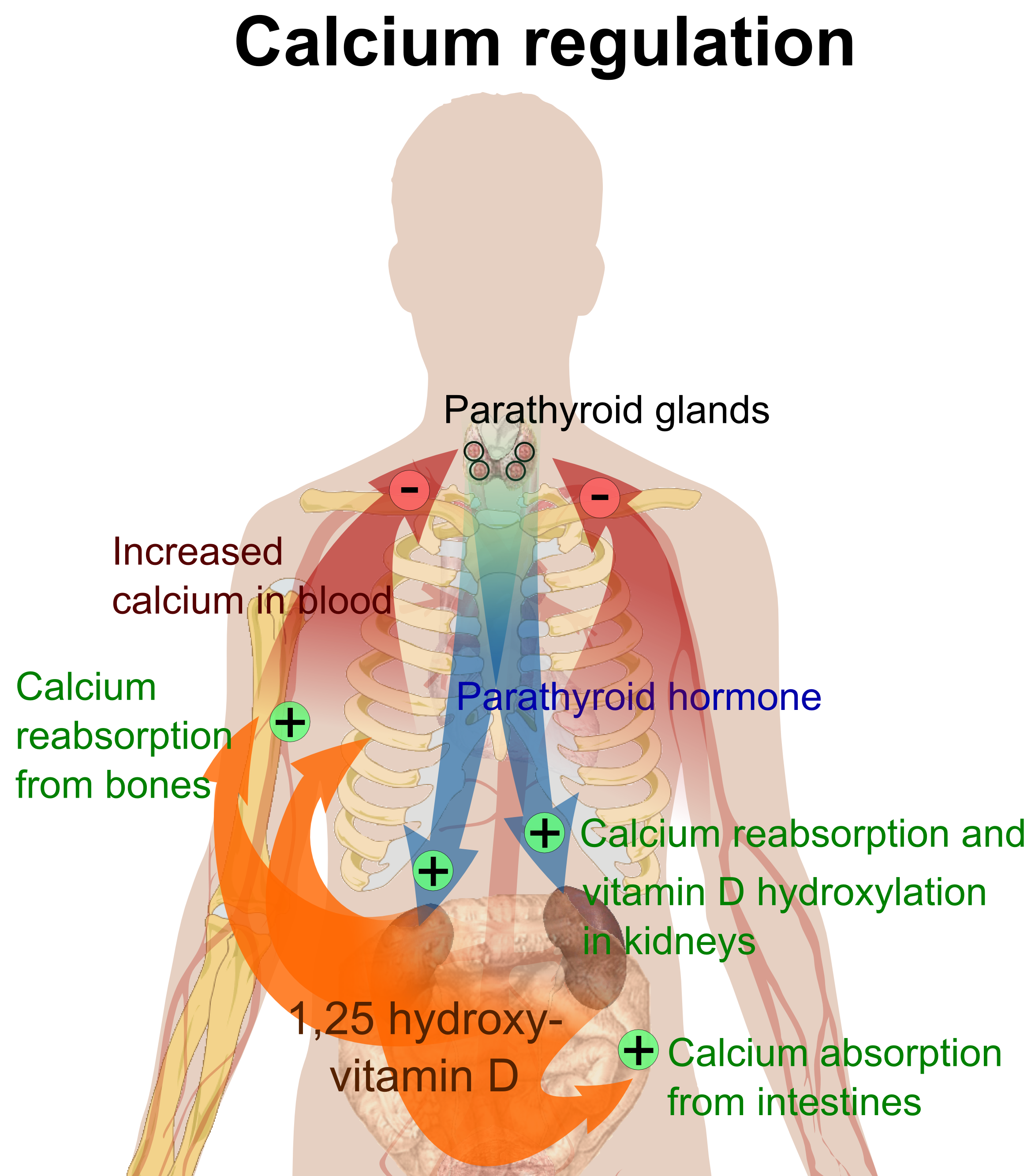
Calcium regulation in the human body.The role of vitamin D is shown in orange.

骨骼的更新有賴破骨细胞破壞舊的骨質，再由成骨細胞產生新的骨質。
副甲狀腺素首先刺激成骨細胞，使其表面增加RANKL(receptor activator of nuclear factor kappa-b ligand)(細胞核因子kB受體活化因子的配體)蛋白質的表現量。再由成骨細胞表面RANKL的與蝕骨細胞表面RANK結合，刺激蝕骨細胞形成並活化。
最後，蝕骨細胞的作用使得骨骼釋放鈣離子和磷酸鹽到血液中。

## 在腎臟中
- 在遠曲小管和集尿管，讓L-type鈣離子通道打開，增加鈣離子的再吸收（也就是減少尿液中鈣離子的排泄）。
- 在近曲小管處，減少type2 Na/pi cotransporter（鈉-磷酸根共運輸蛋白），抑制磷酸鹽再吸收。（由於血中磷酸鹽濃度下降，形成的磷酸鈣也減少，相對的游離的鈣離子會增加）

## 間接作用
促進1,25-二羟胆钙化醇（活性維生素D3）在腎臟中被合成，1,25-二羟胆钙化醇會增加小腸對於鈣離子和磷酸鹽的吸收，進而讓血鈣、磷濃度上升。

## 生物化學特性
1925年首先從副甲狀腺分離出高活性的提取物，被確認為副甲狀腺素具有調節血鈣的作用。副甲狀腺素由副甲狀腺的主細胞合成和分泌。
血循環中的副甲狀腺素至少有三種形式﹕完整的副甲狀腺素。
副甲狀腺素片段：具有生物活性，循環半衰期2～4分鐘，大部分在肝臟清除，少部分經腎臟濾過清除。
羧基端副甲狀腺素片段：無生物活性，正常人血中此片段濃度最高，循環半衰期30～40分鐘﹐主要由腎臟清除，因此慢性腎功能衰竭時此片段濃度明顯升高。
氨基端副甲狀腺素片段，有生物活性，血中濃度較低，半衰期亦短。
完整的副甲狀腺素可在副甲狀腺主細胞內裂解成片段後分泌入血，也可先分泌至周圍血後再裂解為諸片段。副甲狀腺素多鏈在第34～37個氨基酸的位置斷裂後，氨基端依然具有完整的副甲狀腺素的全部生物活性。